# Little Brickhill
Little Brickhill är en civil parish i kommunen Milton Keynes i Storbritannien. Den ligger i grevskapet Buckinghamshire och riksdelen England, i den södra delen av landet, 60 km nordväst om huvudstaden London. Antalet invånare är 407.